# 大牟田北インターチェンジ

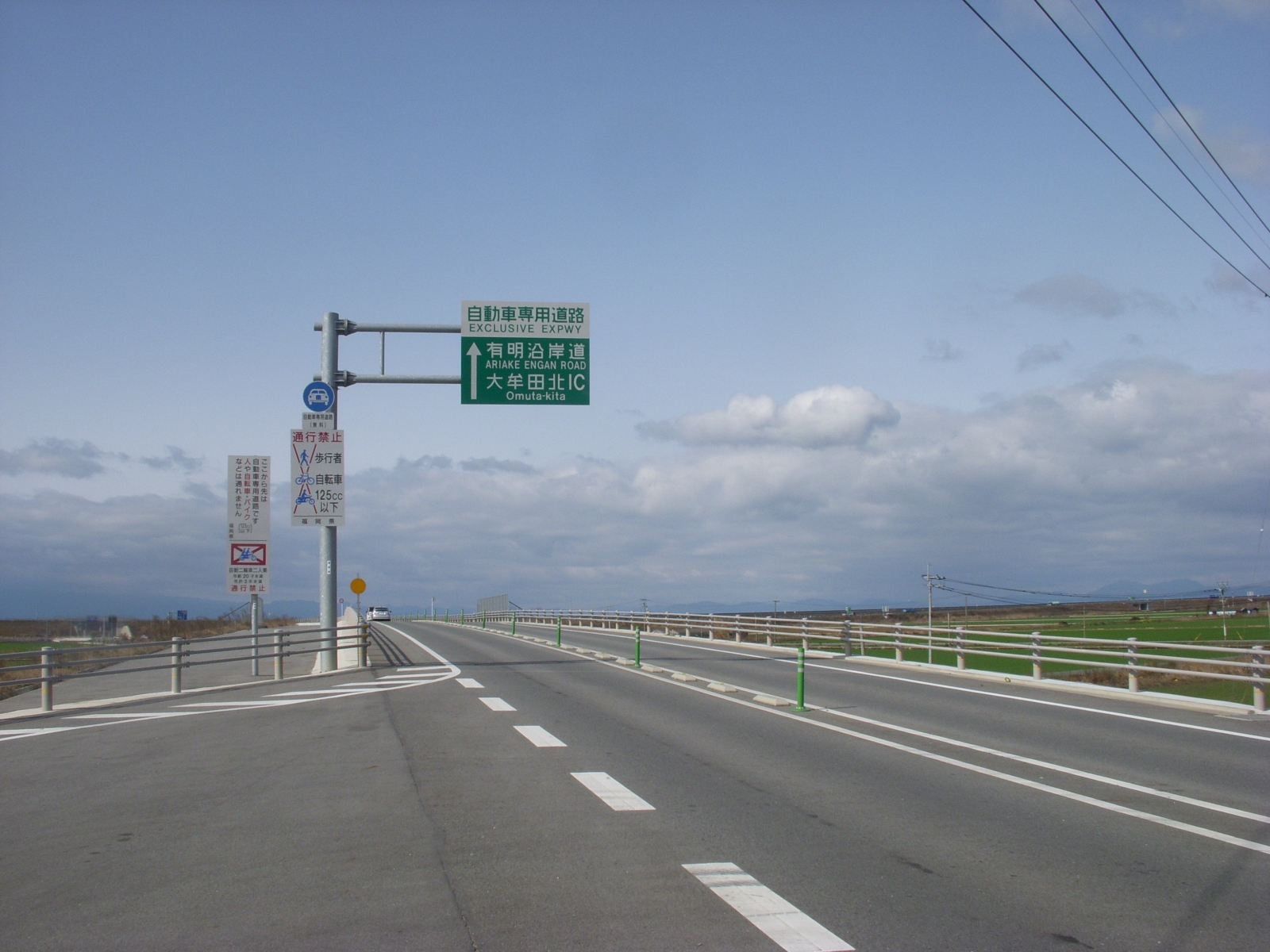
自動車専用道路と県道との境界部分

大牟田北インターチェンジ（おおむたきたインターチェンジ）は、福岡県大牟田市にある有明海沿岸道路（大牟田高田道路）のインターチェンジである。
大牟田市の沿岸北部に位置し、接続する熊本県道・福岡県道10号南関大牟田北線を介して国道208号や九州自動車道南関ICと相互連絡を果たす重要な分岐点となっている。また、2011年に開業した九州新幹線新大牟田駅との相互連絡の役割も果たしている。

## 接続する道路

### 直接接続
- 熊本県道・福岡県道10号南関大牟田北線

### 間接接続
- 福岡県道・佐賀県道18号大牟田川副線
- 国道208号
- 福岡県道93号大牟田高田線
- 九州自動車道（南関IC）
- 国道443号

## 歴史
- 2008年3月29日 : 大牟田IC - 高田IC間開通に伴い供用開始
- 2013年1月28日 : 上り線・黒崎IC - 大牟田北IC間 片側2車線化
- 2013年9月25日 : 下り線・大牟田北IC - 黒崎IC間 片側2車線化 [1]

## 周辺
- 三池干拓
- 甘木山公園
- 西鉄天神大牟田線東甘木駅
- 九州新幹線新大牟田駅

## 隣
有明海沿岸道路（大牟田高田道路）
健老IC - 大牟田北IC - 黒崎IC